# Europawahl in Polen 2009
- SLD-UP: 7
- PO: 25
- PSL: 3
- PiS: 15

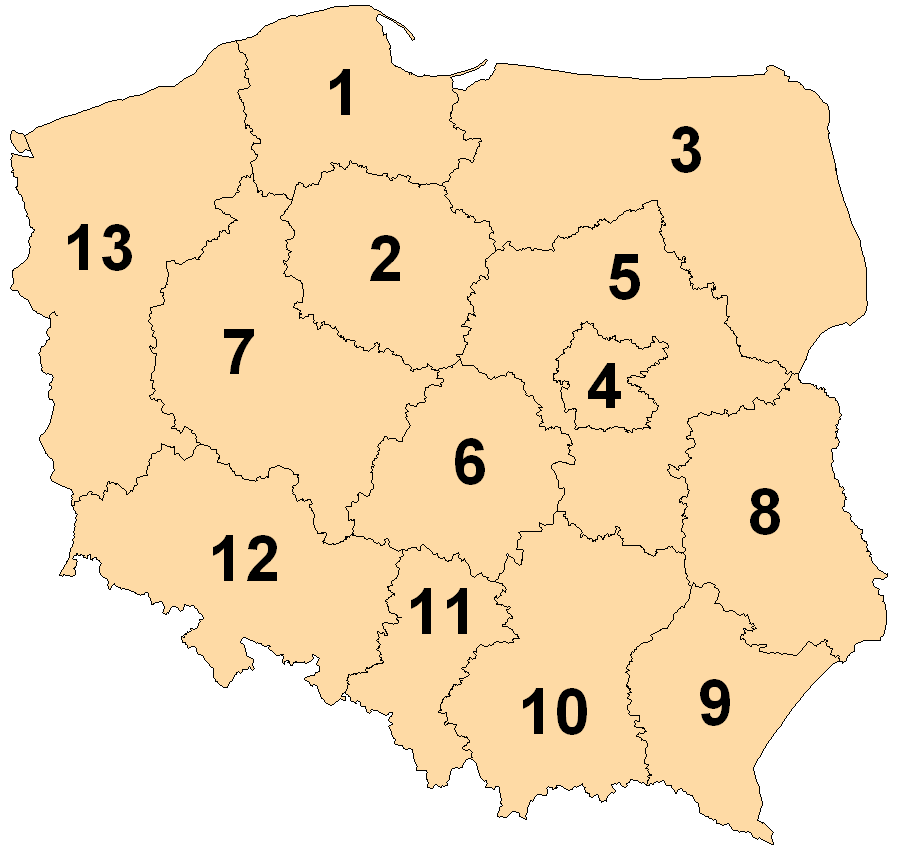
Die polnischen Wahlbezirke

Die Europawahl in Polen 2009 fand am 7. Juni 2009 statt. Sie wurde im Zuge der EU-weit stattfindenden Europawahl 2009 durchgeführt, wobei in Polen 50 der 736 Sitze im Europäischen Parlament vergeben wurden. Insgesamt bewarben sich 1301 Kandidaten um einen Sitz, wahlberechtigt waren über 30 Millionen Menschen.

## Angetretene Parteien
Folgende Parteien bzw. Wahlbündnisse wurden zur Wahl zugelassen. Dabei waren die Vertreter der Listen 11 (zweimal) und 12 nur regional vertreten.
- Liste 1 – Unia Polityki Realnej
- Liste 2 – Polskie Stronnictwo Ludowe
- Liste 3 – Samoobrona Rzeczpospolitej Polskiej
- Liste 4 – Polska Partia Pracy
- Liste 5 – Libertas Polska (u. a. Liga Polnischer Familien)
- Liste 6 – Wahlbündnis Sojusz Lewicy Demokratycznej – Unia Pracy
- Liste 7 – Wahlbündnis Porozumienie dla Przyszłości – CentroLewica (PD, SDPL, Zieloni 2004)
- Liste 8 – Prawica Rzeczypospolitej
- Liste 9 – Platforma Obywatelska RP
- Liste 10 – Prawo i Sprawiedliwość
- Liste 11 – Polska Partia Socjalistyczna[3]
- Liste 11 – Kocham Polskę[4]
- Liste 12 – Naprzód Polsko-Piast[5]

## Wahlprognosen
| Institut    | Datum         | PO     | PiS    | SLD– UP | PSL   | PdP   | SRP | Libertas | PR   | UPR   | PK  | PPP | SD  | Unent- schiedene | Wahl- beteiligung |
| ----------- | ------------- | ------ | ------ | ------- | ----- | ----- | --- | -------- | ---- | ----- | --- | --- | --- | ---------------- | ----------------- |
| GFK Polonia | 4. Juni       | 51 %   | 24 %   | 15 %    | 6 %   | 1 %   | 2 % | 1 %      | 1 %  | 1 %   | –   | –   | –   | –                | 20 %              |
| CBOS        | 20.–27. Mai   | 39 %   | 16 %   | 9 %     | 5 %   | –     | –   | –        | –    | –     | –   | –   | –   | –                | 36 %              |
| Homo homini | 26. Mai       | 45 %   | 25 %   | 11 %    | 7 %   | 3 %   | 0 % | 0 %      | 3 %  | 2 %   | –   | 1 % | –   | –                | 37 %              |
| GFK Polonia | 24. Mai       | 49 %   | 28 %   | 11 %    | 5 %   | –     | 2 % | –        | –    | –     | –   | –   | –   | –                | 53 %              |
| PBS DGA     | 22.–24. Mai   | 47 %   | 25 %   | 10 %    | 9 %   | <1 %  | 3 % | 2 %      | <1 % | 1 %   | –   | 2 % | –   | –                | –                 |
| Homo Homini | 19.–20. Mai   | 49 %   | 26 %   | 12 %    | 7 %   | –     | –   | 1,3 %    | –    | –     | –   | –   | –   | –                | 32 %              |
| PBS DGA     | 8.–10. Mai    | 48 %   | 30 %   | 9 %     | 5 %   | 2 %   | 1 % | 3 %      | –    | 1 %   | –   | –   | 0 % | –                | –                 |
| CBOS        | 7.–13. Mai    | 38 %   | 16 %   | 9 %     | 4 %   | 1 %   | –   | 1 %      | –    | –     | –   | –   | –   | 27 %             | –                 |
| TNS OBOP    | 7.–10. Mai    | 48 %   | 25 %   | 8 %     | 5 %   | 5 %   | 3 % | 2 %      | 1 %  | 1 %   | –   | –   | –   | 26 %             | –                 |
| Homo Homini | 7. Mai        | 48,9 % | 22,4 % | 12,2 %  | 4,6 % | 1,3 % | –   | 1,8 %    | –    | 0,9 % | –   | –   | –   | 8 %              | –                 |
| PBS DGA     | 24.–26. April | 48 %   | 26 %   | 10 %    | 7 %   | 1 %   | 2 % | 1 %      | –    | 1 %   | –   | –   | 1 % | –                | –                 |
| PBS         | 3.–5. April   | 49 %   | 22 %   | 13 %    | 6 %   | 3 %   | 2 % | 0 %      | 1 %  | –     | –   | –   | –   | –                | –                 |
| TNS OBOP    | 2.–5. April   | 54 %   | 21 %   | 7 %     | 6 %   | 2 %   | –   | 4 %      | 1 %  | 1 %   | 2 % | 1 % | –   | 28 %             | –                 |
| CBOS        | März          | 40 %   | 17 %   | 10 %    | 5 %   | –     | –   | –        | –    | –     | –   | –   | –   | 21 %             | –                 |

## Ergebnis

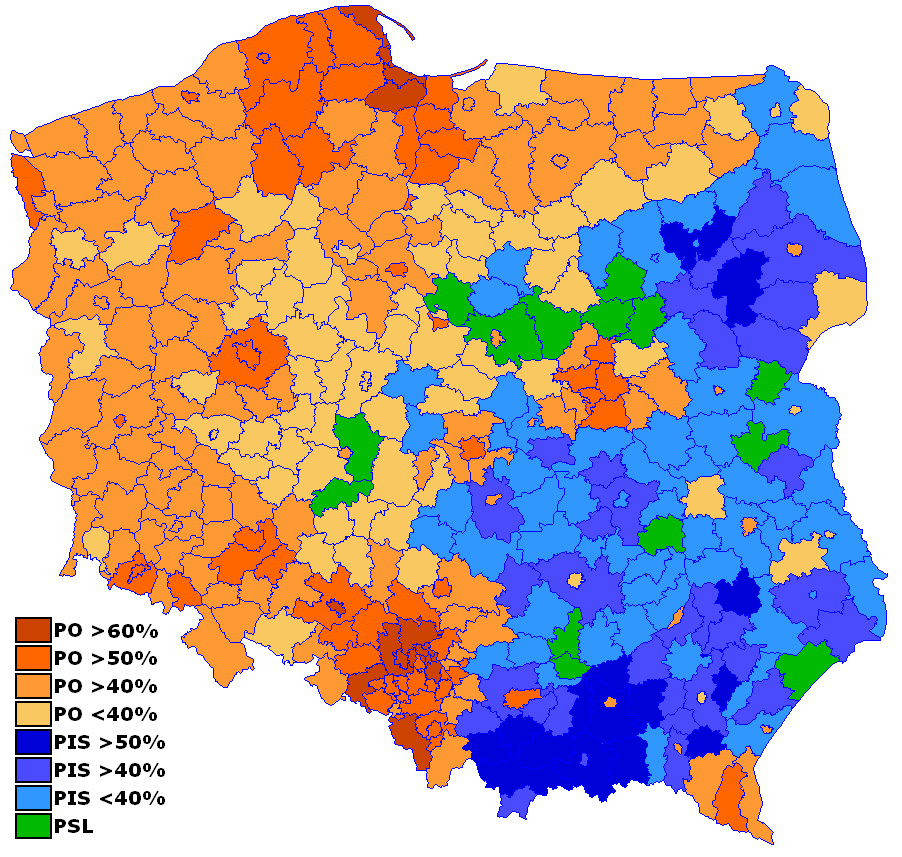
Landesweite Ergebnisse der Europawahl nach Wahlkreisen

| Listen                                                 | Listen                                                                   | Stimmen    | %    | +/-   | Mandate | +/- |
| ------------------------------------------------------ | ------------------------------------------------------------------------ | ---------- | ---- | ----- | ------- | --- |
|                                                        | Platforma Obywatelska                                                    | 3.271.852  | 44,4 | +20,3 | 25      | +10 |
|                                                        | Prawo i Sprawiedliwość                                                   | 2.017.607  | 27,4 | +14,7 | 15      | +8  |
|                                                        | Sojusz Lewicy Demokratycznej – Unia Pracy                                | 908.765    | 12,3 | +3,0  | 7       | +2  |
|                                                        | Polskie Stronnictwo Ludowe                                               | 516.146    | 7,0  | +0,7  | 3       | –1  |
|                                                        | Porozumienie dla Przyszłości – CentroLewica (PD – SDPL – Zieloni 2004) 1 | 179.602    | 2,4  | –10,5 | –       | –7  |
|                                                        | Prawica Rzeczypospolitej                                                 | 143.966    | 2,0  | Neu   | –       | Neu |
|                                                        | Samoobrona Rzeczpospolitej Polskiej                                      | 107.185    | 1,5  | –9,3  | –       | –6  |
|                                                        | Libertas Polska (LPR – ZChN – PSL „Piast“ – PR – ONP-LP )                | 83.754     | 1,1  | –14,8 | –       | –10 |
|                                                        | Unia Polityki Realnej                                                    | 81.146     | 1,1  | –0,8  | –       | ±0  |
|                                                        | Polska Partia Pracy                                                      | 51.872     | 0,7  | +0,2  | –       | ±0  |
|                                                        | Naprzód Polsko-Piast                                                     | 1.537      | 0,0  | Neu   | –       | Neu |
|                                                        | Polska Partia Socjalistyczna                                             | 1.331      | 0,0  | Neu   | –       | Neu |
| Gesamt                                                 | Gesamt                                                                   | 7.364.763  | 100  |       | 50      | –4  |
|                                                        |                                                                          |            |      |       |         |     |
| Ungültige Stimmen                                      | Ungültige Stimmen                                                        | 137.573    | 1,8  | –0,9  |         |     |
| Wähler                                                 | Wähler                                                                   | 7.502.336  | 24,5 | +3,6  |         |     |
| Wahlberechtigte                                        | Wahlberechtigte                                                          | 30.565.272 |      |       |         |     |
|                                                        |                                                                          |            |      |       |         |     |
| Quellen: Państwowa Komisja Wyborcza: Stimmen – Mandate |                                                                          |            |      |       |         |     |

## Fraktionen im Europäischen Parlament
| Liste/Partei                   | Liste/Partei               | Liste/Partei               | Liste/Partei                 | Mandate | Fraktion |
| ------------------------------ | -------------------------- | -------------------------- | ---------------------------- | ------- | -------- |
|                                | Platforma Obywatelska      | Platforma Obywatelska      | Platforma Obywatelska        | 25 / 50 | EVP      |
|                                | Prawo i Sprawiedliwość     | Prawo i Sprawiedliwość     | Prawo i Sprawiedliwość       | 15 / 50 | EKR      |
|                                | SLD – UP                   |                            | Sojusz Lewicy Demokratycznej | 6 / 50  | S&D      |
|                                | SLD – UP                   | Unia Pracy                 | 1 / 50                       | S&D     |          |
|                                | Polskie Stronnictwo Ludowe | Polskie Stronnictwo Ludowe | Polskie Stronnictwo Ludowe   | 3 / 50  | EVP      |
|                                |                            |                            |                              |         |          |
| Quelle: Europäisches Parlament |                            |                            |                              |         |          |